# Burrel
Burrel (także Burreli lub Burelë) – miasto w północno-zachodniej Albanii, od 1922 r. stolica okręgu Mat w obwodzie Dibra. Jest położone 91 km od Tirany. Liczba mieszkańców wynosi około 15 800 (2006).
Od 1952 r. w mieście działał kombinat im. Karola Marksa. W 1938 r., w okresie rządów Ahmeda Zogu rozpoczęto budowę jednego z największych więzień w ówczesnej Albanii. Budowa została ukończona w czasie włoskiej okupacji Albanii. W 1946 r. więzienie zostało przejęte przez władze komunistyczne. Umieszczano w nim głównie intelektualistów i członków przedwojennej ekipy rządzącej. Mimo iż w budynkach więzienia przewidziano miejsce dla 400 skazanych, ich liczba przekraczała 600. Z powodu niedożywienia i chorób, więzienie w Burrel wyróżniała wysoka śmiertelność – do 1990 r. zmarło ponad 600 osadzonych, większość w latach 1946–1949. W więzieniu był osadzony m.in. Fatos Lubonja.
Na początku pierwszej dekady XXI wieku okolice Burrel zasłynęły ponownie jako miejsce tajnych więzień.
W kwietniu 2008 r. Carla Del Ponte, w latach 1999–2007 główna prokurator Międzynarodowego Trybunału Karnego dla byłej Jugosławii, opublikowała wspomnienia, w których oskarżyła UÇK o uprowadzenie do północnej Albanii ok. 300 kosowskich Serbów. Według Del Ponte, ludzi tych zabito, a ich narządy wewnętrzne usunięto i sprzedano na przeszczepy. Makabryczne sceny działy się jakoby w pomalowanym na żółto domu, na końcu ulicy we wsi Rribe, niedaleko miasteczka Burrel. Serge Brammertz, który zastąpił Del Ponte na stanowisku głównego prokuratora, uznał zgromadzone przez nią informacje na ten temat za mało wiarygodne. Publikacja Del Ponte spowodowała jednak, że Rada Europy wysłała do Albanii swojego przedstawiciela Dicka Marty'ego w celu zweryfikowania przytoczonych twierdzeń. Po dwuletnim dochodzeniu Marty skorygował relacje Del Ponte. Według niego bezpośrednio po zakończeniu działań wojennych bojownicy UÇK uprowadzili z Kosowa do północnej Albanii ok. 500 osób, przeważnie Serbów, lecz także opozycyjnie nastawionych Albańczyków. W tajnych więzieniach poddano ich upokarzającym i nieludzkim praktykom, niektórych zabito, a z ciał pewnej liczby więźniów pobrano organy. W żółtym (obecnie białym) domu tylko przetrzymywano jeńców, transplantacji dokonywano natomiast w prowizorycznej klinice w pobliżu lotniska w Tiranie (Fushë-Krujë).
Raport Dicka Marty'ego w tej sprawie został przyjęty przez Zgromadzenie Parlamentarne Rady Europy w styczniu 2011 r. W raporcie oskarżono premiera Kosowa Hashima Thaciego o to, że wiedział o handlu organami ludzkimi w dawnej prowincji Serbii po wojnie z lat 1998-1999. Zgromadzenie Parlamentarne RE wydało rezolucję, w której domaga się od Albanii i władz Kosowa "przeprowadzenia poważnego, niezależnego śledztwa w sprawie tajnych ośrodków zatrzymań, w których w nieludzki sposób traktowano więźniów z Kosowa, pochodzenia serbskiego, jak i albańskiego" w czasie konfliktu w Kosowie i później.
http://www.assembly.coe.int/CommitteeDocs/2010/ajdoc462010prov.pdf